# معتمدية الدهماني
معتمدية الدهماني إحدى معتمديات الجمهورية التونسية، تابعة لولاية الكاف.

### مواضيع ذات علاقة
- ولاية الكاف.